# Мальдіви на Чемпіонаті світу з водних видів спорту 2015
Мальдіви взяли участь у Чемпіонаті світу з водних видів спорту 2015, який пройшов у Казані (Росія) від 24 липня до 9 серпня.

## Плавання
Мальдівські плавці виконали кваліфікаційні нормативи в дисциплінах, які наведено в таблиці (не більш як 2 плавці на одну дисципліну за часом нормативу A, і не більш як 1 плавець на одну дисципліну за часом нормативу B):
Чоловіки
| Спортсмен      | Дисципліна           | Попередній заплив | Попередній заплив | Півфінал        | Півфінал        | Фінал           | Фінал           |
| Спортсмен      | Дисципліна           | Час               | Місце             | Час             | Місце           | Час             | Місце           |
| -------------- | -------------------- | ----------------- | ----------------- | --------------- | --------------- | --------------- | --------------- |
| Мохамед Аднан  | 50 м вільним стилем  | 27.17             | 93                | Завершив виступ | Завершив виступ | Завершив виступ | Завершив виступ |
| Мохамед Аднан  | 100 м вільним стилем | 1:00.71           | 110               | Завершив виступ | Завершив виступ | Завершив виступ | Завершив виступ |
| Ібрагім Нішван | 50 м вільним стилем  | 26.76             | 89                | Завершив виступ | Завершив виступ | Завершив виступ | Завершив виступ |
| Ібрагім Нішван | 50 м батерфляєм      | 27.42             | 58                | Завершив виступ | Завершив виступ | Завершив виступ | Завершив виступ |

Жінки
| Спортсменка   | Дисципліна           | Попередній заплив | Попередній заплив | Півфінал         | Півфінал         | Фінал            | Фінал            |
| Спортсменка   | Дисципліна           | Час               | Місце             | Час              | Місце            | Час              | Місце            |
| ------------- | -------------------- | ----------------- | ----------------- | ---------------- | ---------------- | ---------------- | ---------------- |
| Саджіна Айнат | 100 м брасом         | 1:32.10           | 69                | Завершила виступ | Завершила виступ | Завершила виступ | Завершила виступ |
| Саджіна Айнат | 200 м брасом         | 3:16.50           | 50                | Завершила виступ | Завершила виступ | Завершила виступ | Завершила виступ |
| Амінат Шаян   | 100 м вільним стилем | 1:07.51           | 88                | Завершила виступ | Завершила виступ | Завершила виступ | Завершила виступ |
| Амінат Шаян   | 200 м вільним стилем | 2:28.75           | 62                | Завершила виступ | Завершила виступ | Завершила виступ | Завершила виступ |